# エティエンヌ・ルイ・ブーレー
エティエンヌ・ルイ・ブーレー（Etienne Louis Boullée 1728年2月12日 - 1799年2月4日） は、フランス革命期の建築家。実作は少ないが、ニュートン記念堂など幾何学的で特異な形態の建築計画案を残し、いわゆる「幻視の建築家」として知られる。ブレ、ブレーとも表記。

## 概要

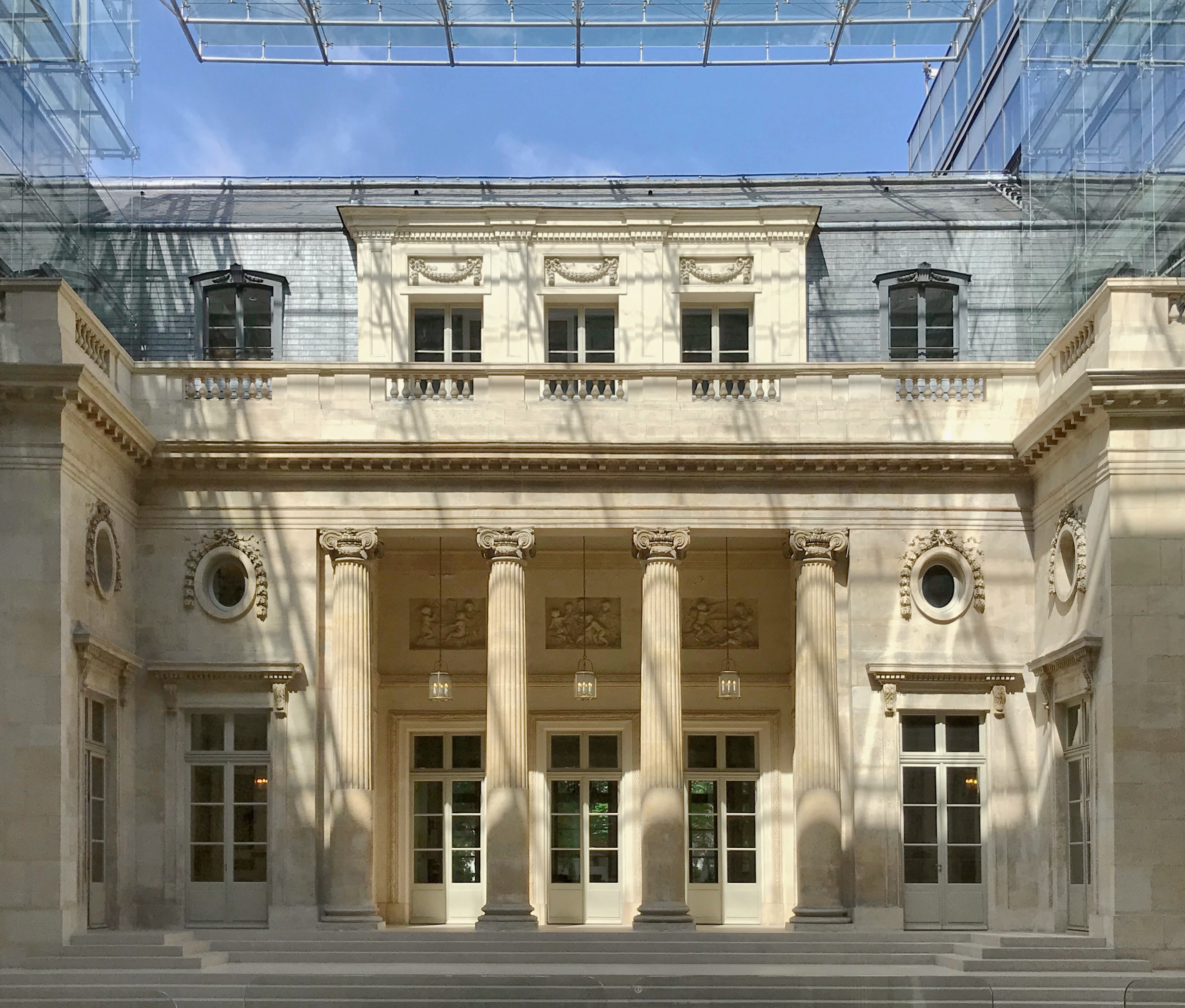
アレクサンドル邸

パリで生まれる。エティエンヌ・ルイ・ブーレーはクロード・ニコラ・ルドゥーとともにジャック・フランソワ・ブロンデルの弟子であり、18世紀半ばからの新古典主義建築の影響も強く受けた。ルドゥーが著作によって影響力を持ったのに比べ、ブーレーは建築の教師であり、多くの弟子を通じて大きな影響力を持った。1762年には建築アカデミー会員に選出され、プロイセン王国のフリードリヒ2世の主任建築家となった。

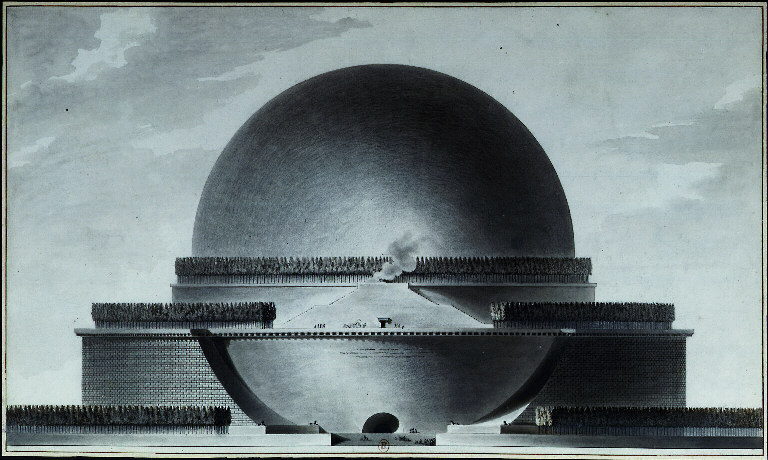
ニュートン記念堂

ブーレーは1762年から1778年にかけて多くの私邸を手がけたがそのほとんどは現存せず、実作としては、パリのアレクサンドル邸のほか少数が知られるのみである。彼のデザインしたサント・ジュヌヴィエーヴを巨大化させたような大教会、ピラミッド型の霊廟、超巨大ヴォールトに覆われた国立図書館、そしてニュートン記念堂などの巨大建築の計画案は、対称性が重視され、球体などの幾何学的マッスが強調された崇高なものであった。彼の影響は、ピエール・フランソワ・レオナール・フォンテーヌの「大帝国の君主たちの記念碑」や、アントワーヌ・ロラン・トマ・ヴォードワイエのコスリタンの家などに見ることができる。
フランス革命期の新古典主義の建築家には革命的な建築運動に携わっているという自負があり、建築によって社会が完全に刷新することを信じた。彼らに共通する要素は、厳格な立方体のシルエット、直線的な構成、半円のドーム、（コリント式やイオニア式よりも）ドーリア式とトスカナ式のオーダーを好んだ。
エミール・カウフマンの『三人の革命的建築家　ブレ、ルドゥー、ルクー』（Three revolutionary architects 1952年）によって近代建築の先駆的な存在として評価されるようになった。

## 建築計画

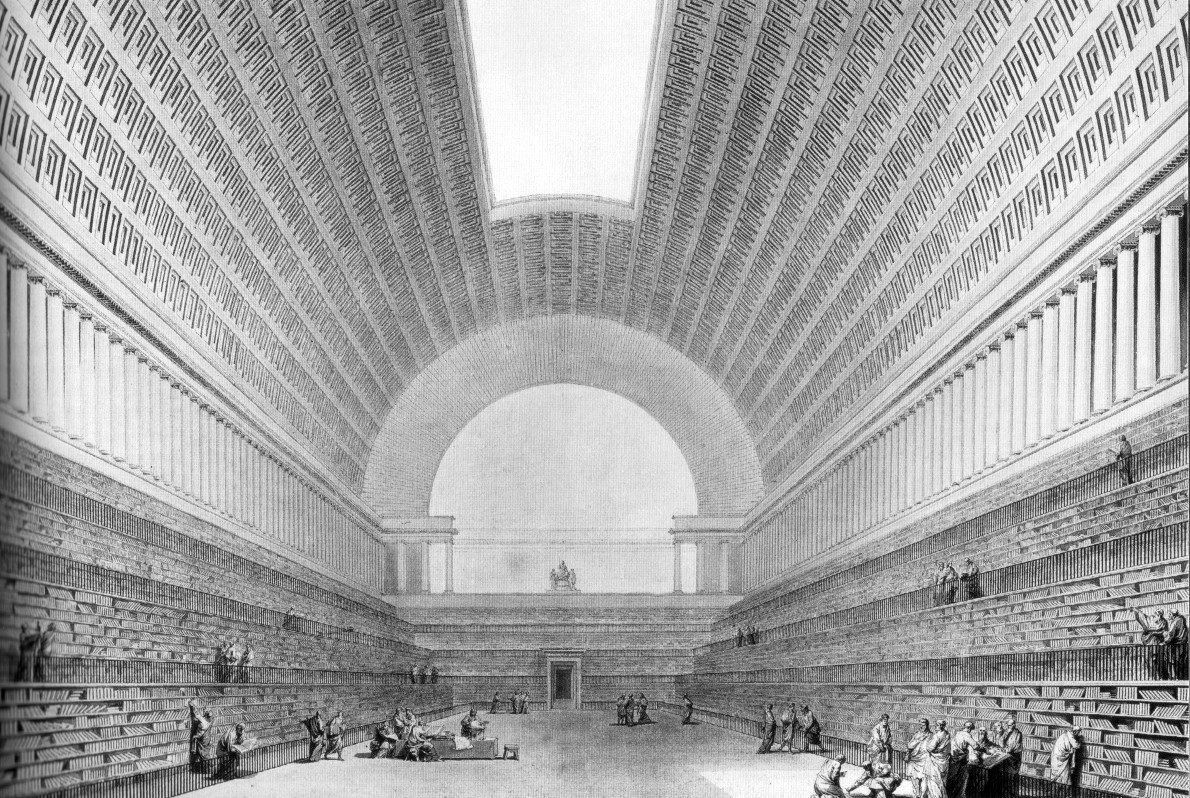
王立図書館再建案
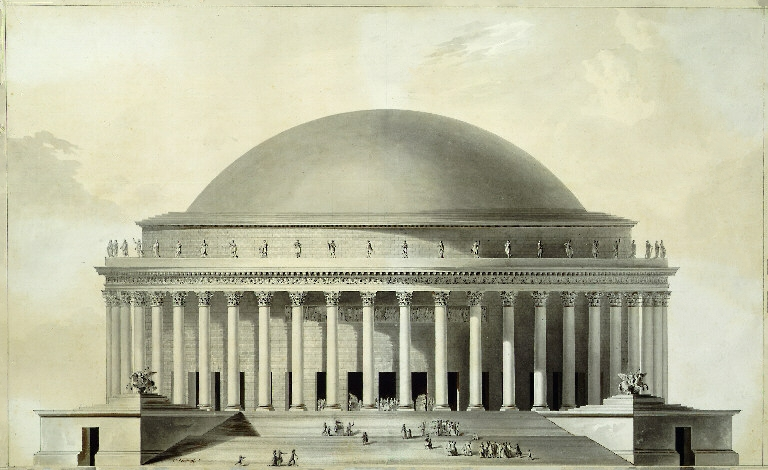
オペラ座計画案
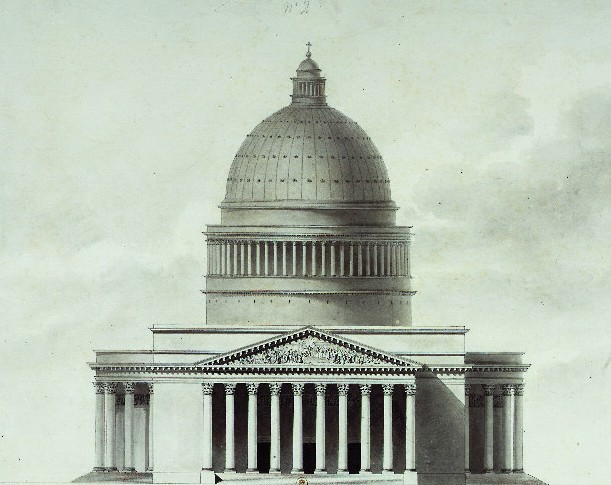
マドレーヌ寺院新築計画案
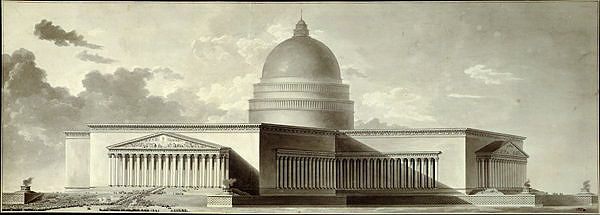
Projet de basilique à l'Être Suprême baptisée Métropole
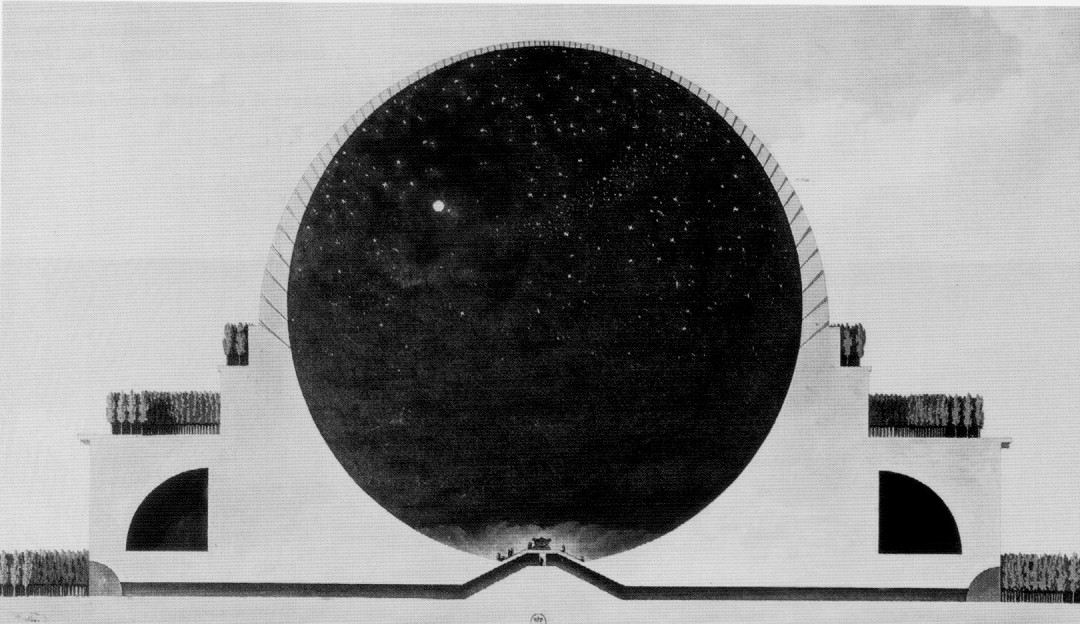
ニュートン記念堂の断面図：天井に穴を開け人工の星空を作る案
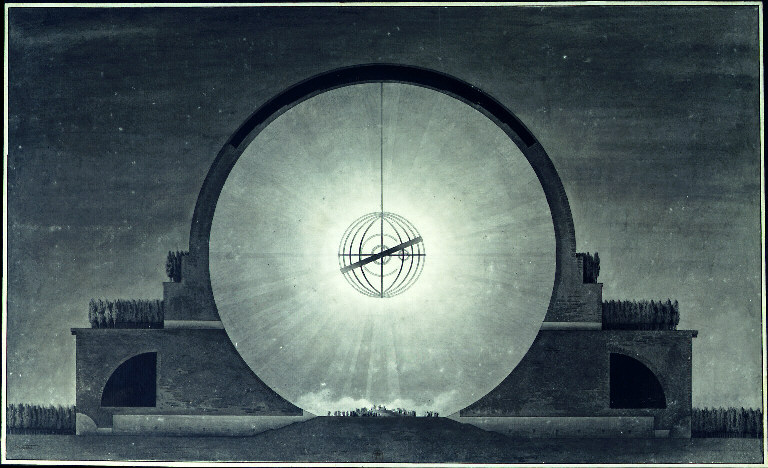
ニュートン記念堂の断面図：アストロラーベを吊るす案
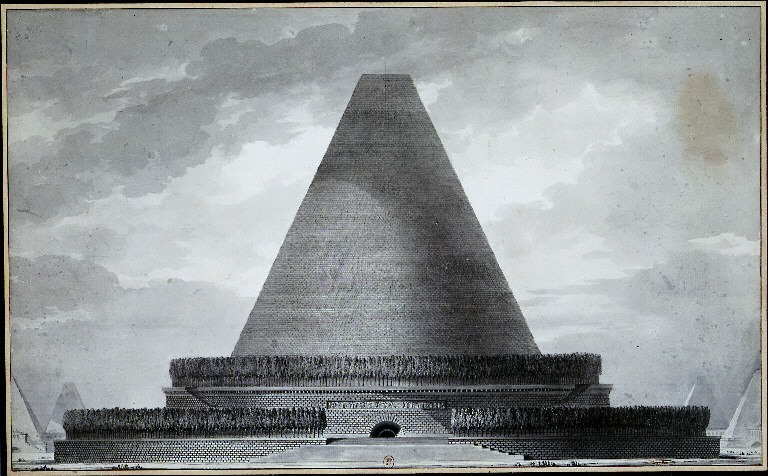
ピラミッド型霊廟の計画案